# Pterodroma magentae
La fardela taiko o petrel taiko (Pterodroma magentae)  es una especie de ave procelariforme de la familia de los proceláridos (Procellariidae). 
El primer ejemplar de esta especie fue recogido por la nave italiana Magenta el 22 de julio de 1867 en el sur del Océano Pacífico, a medio camino entre Nueva Zelanda y América del Sur.  Anteriormente extendido sobre las islas Chatham, ahora se limita a los valles y bosques al suroeste de la isla.

## Población y conservación
Esta especie está clasificada como en peligro crítico debido al descenso de la población, estimada en 80% en los últimos 60 años y el hecho de que está restringido a un área muy pequeña. La población actual se estima entre 100 y 150 individuos. Durante la crianza de 2005, 13 parejas reproductoras fueron capaces de criar con éxito 11 polluelos. Este petrel se cita a menudo entre las aves marinas más raras
La principal amenaza para la especie es la introducción de predadores mamíferos, principalmente ratas y gatos.
Un plan de conservación se está llevando a cabo tratando de mover los polluelos a una pequeña área protegida libre de depredadores (Sweetwater Secure Breeding Site). Los estudios realizados en otras especies de petreles, como la pardela pichoneta, el albatros errante y la pardela cenicienta mostraron que las aves vuelven al sitio donde fueron criados. En 2007 ocho polluelos fueron trasplantados con éxito y se criaron en el sitio de anidación.